# ブレーキブースター

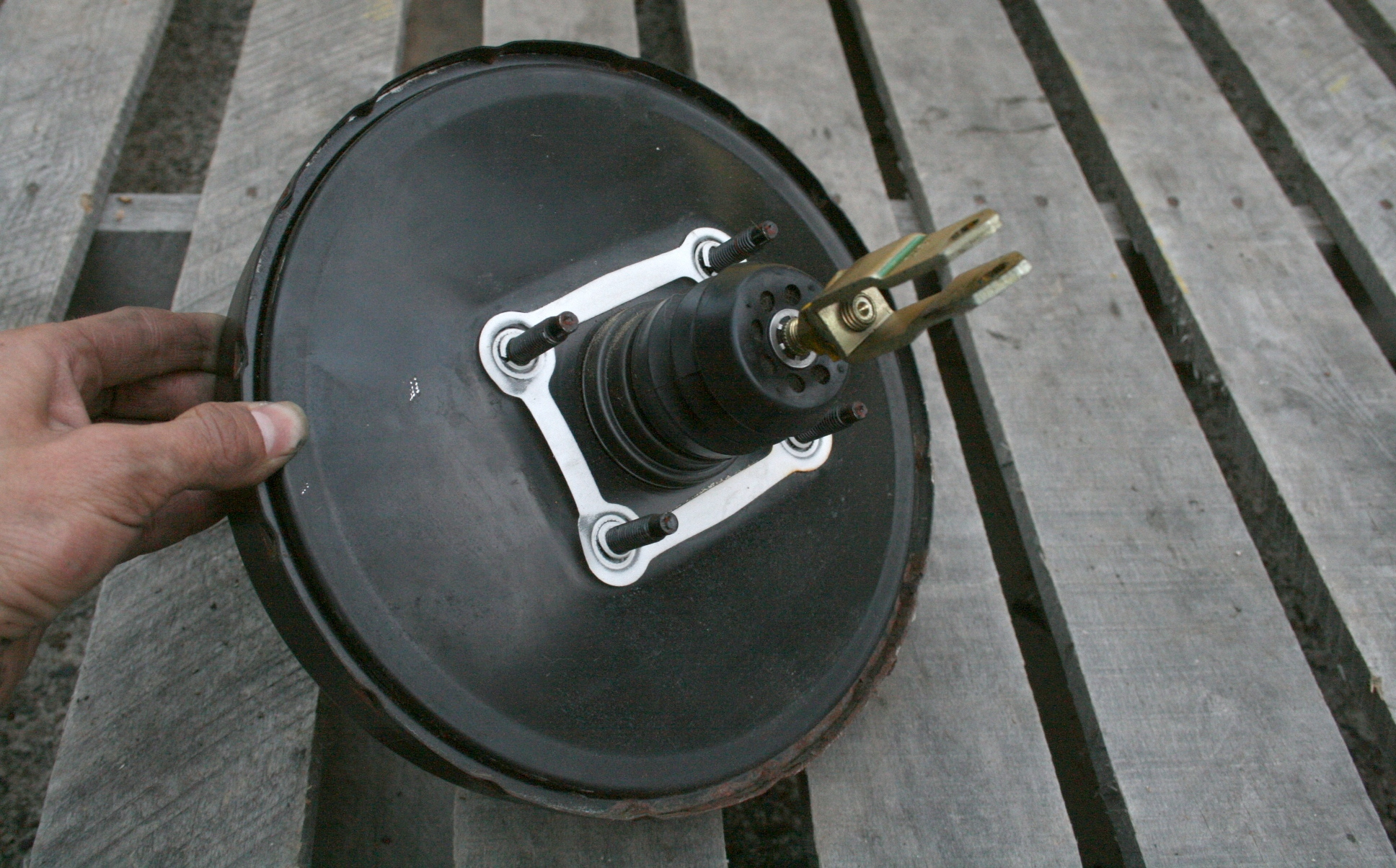
1990年式ジオ・ストームのブレーキブースター

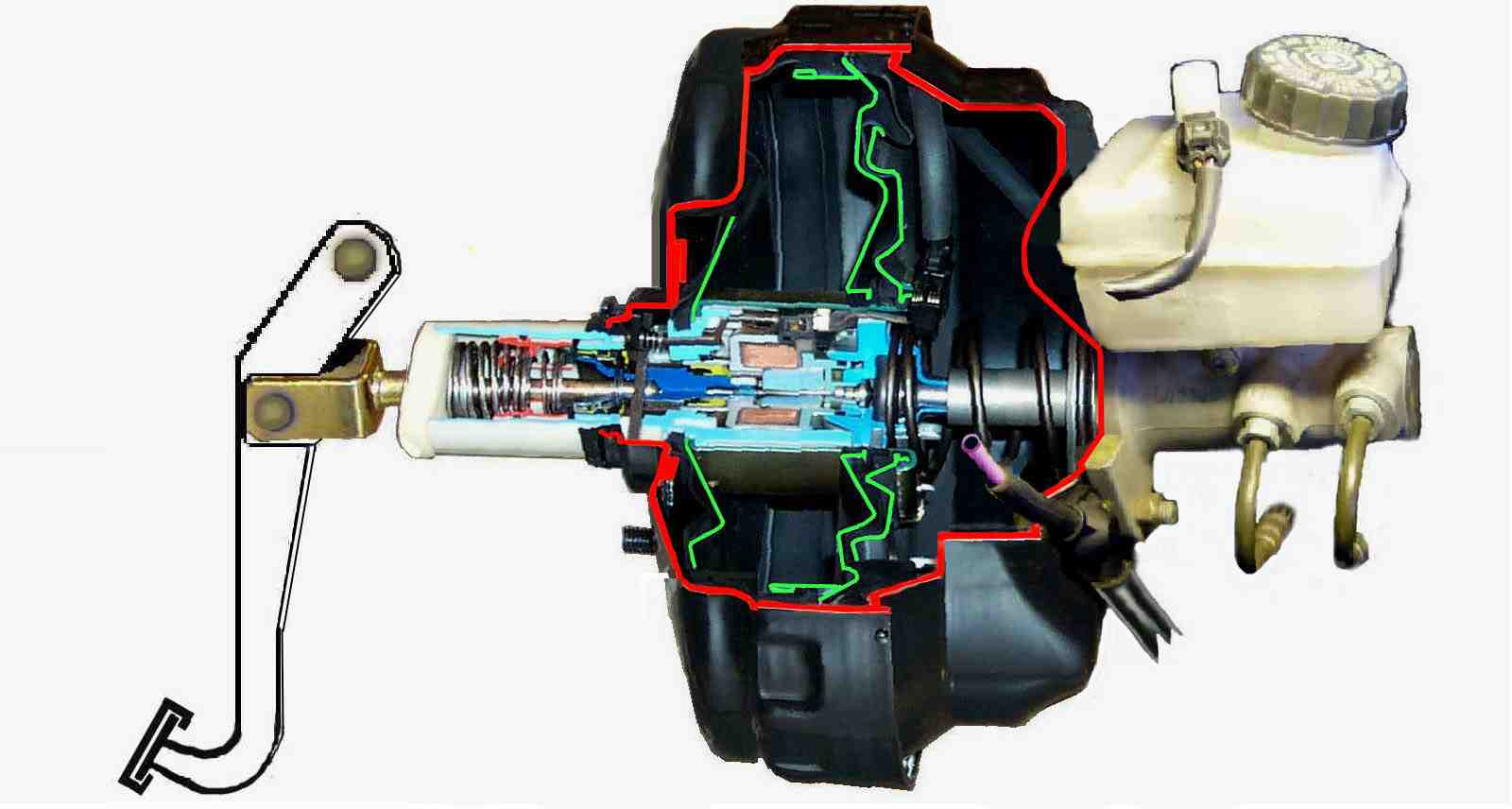
ブレーキ・バキュームサーボの概念図

ブレーキブースター (Brake booster) とは、倍力装置とも呼ばれる自動車のブレーキを構成する部品の一つで、運転手のブレーキ操作力を低減する為の補助を行うシステムである。作動にエンジン吸入負圧を用いる物は、日本語では真空サーボやマスターバック、英語圏ではバキュームサーボ (vacuum servo) とも呼ぶ。

## 概要
ブレーキブースターは今日の全ての自動車のメインブレーキ機構である油圧ブレーキ (en:Hydraulic_brake) の一部として使用されている。ただし、ブレーキブースターはケーブル、ロッドなどの機械的なリンケージで駆動される機械ブレーキや、空気ブレーキをメインブレーキ機構に用いる車両には用いられない。
ブレーキブースターは、ブレーキペダルを介して伝えられる運転手の制動力を、負圧を利用して補助する事でマスターシリンダー (en:Master cylinder) に制動力を乗算して伝える作用を果たす。
この負圧は2つの異なる方法で生成され、内燃機関の吸気による圧力低下を利用するものと、電気自動車のようにエンジン以外の原動力を用いるものに大別される。スロットルバルブによって、スロットルボディよりエンジン側のインテークマニホールド内に強い負圧が発生するガソリンエンジンの場合には吸気管の負圧（参考：en:manifold vacuum）を利用し、スロットルバルブが存在しない構造上、ガソリンエンジンに比較して吸気管の負圧が小さいディーゼルエンジンの場合には独立した真空ポンプを使用する。バキューム圧は半硬質のプラスチック製配管に沿ってブレーキブースターに転送され、逆止弁によってブレーキブースター内部に保持される。
真空式ブレーキブースターは、主に自動車の油圧ブレーキシステムで採用されている。真空式ブレーキブースターのハウジング内部には二つのチャンバーが形成され、その仕切り構造に可動するゴム製のダイアフラムが設けられている。エンジンのインテークマニホールドやスロットルボディなど、吸気の低圧部に接続されると、両方のチャンバーの内圧が低下する。両方のチャンバー内圧が低下する事で、ブレーキペダルが操作されるまでの間はダイヤフラムが中央で保持される事になる。また、ブレーキペダルはリターンスプリングによって初期位置に保持されている。運転手がブレーキペダルを踏み始めると、ハウジング内のブレーキペダル側に設けられた空気弁が開かれ、内部に大気圧が導入される。内部の圧力が片方だけ高くなる事で、ダイヤフラムが低圧側のチャンバー方向に移動しようとする力が発生する。このダイヤフラムの移動する力によって、運転手の足の力を補助してマスターシリンダーをより強く押し込むのである。

## その他の形式

### 油圧式
ブレーキ操作力補助にアキュムレータや電動ポンプの作動による油圧を用いる物。小型な筐体ながらも強力な制動力補助が可能。
古くからアメリカ製のライトトラックやSUVに用いられており、これらのポンプはエンジンによってベルト駆動され、油圧はパワーステアリングと共用される。
そのほか、1982年のBMW・5シリーズ (E28) や、1991年のY32系日産・グロリア/日産・セドリック/日産・シーマ等の高級車を中心に採用されていたが、近年ではディーゼルエンジンと同じくスロットルバルブを持たず燃料噴射量のみで回転数を制御する構造上、インテークマニホールド内の負圧がそれ程強くならないガソリン直噴エンジンや、低速走行中はエンジン自体が回転しないハイブリッド車、負圧を発生させるエンジンそのものが存在しない電気自動車等のブレーキアシストにこの形式の採用が進んでいる。

### 空圧式
ブレーキ操作力補助に空気圧を用いるもの。空気ブレーキのうち、空気油圧複合式ブレーキがこの方式に該当する。エアタンクに備蓄された高圧空気でブレーキアシストを行う為、真空式と比較して非常に強力な制動力補助が可能である。一般的にはディーゼルエンジン搭載の大型自動車にこの方式が用いられている。

### 自転車

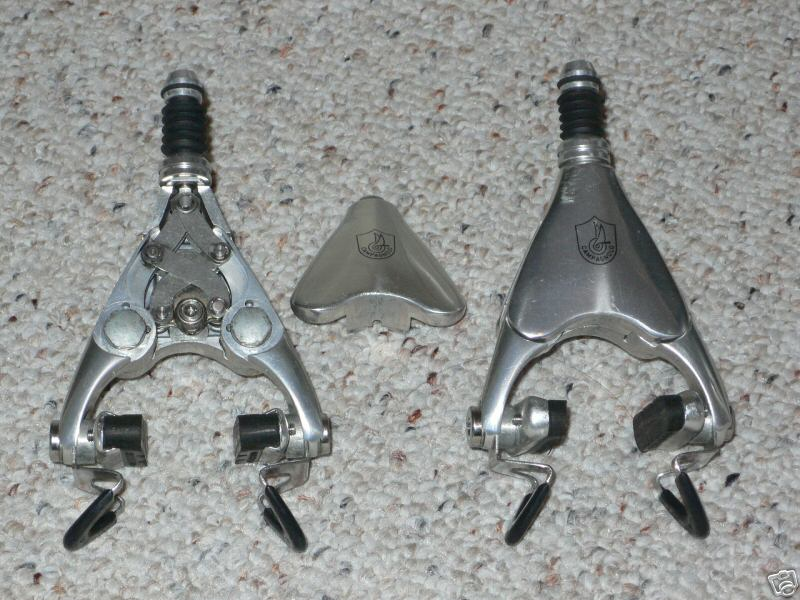
ブレーキブースターの機構を採用したカンパニョーロ製リムブレーキ。

自転車においては、ブレーキブースターの機構を採用したリムブレーキの製品（写真）が1980年代頃カンパニョーロより製造販売されていた事例がある。
また、Vブレーキを採用する場合において、ブレーキ操作の力が従来のリムブレーキよりもフレームのシートステーやフロントフォークに大きく伝わることから、撓みが生じて制動力が低下するのを防ぐ目的で様々な素材の補強フレームをリムブレーキに付加する場合があり、この補強フレームをブレーキブースターと呼んでいる。

### オートバイ
オートバイは車体重量が軽く、制動に当たって元々それ程大きな操作力が要求されない事や、強力で鋭敏なブレーキ操作力補助はブレーキロックやノーズダイブなどによる転倒といった危険な挙動を誘発する危険性が高い為、油圧ブレーキ移行後も殆どの車種でブレーキブースターは採用されてこなかった。しかし、2000年代以降、高度な電子制御が行われる高性能なスーパースポーツを中心に、ブレーキ操作力を最適化してより安定した制動性能を発揮する目的で、アンチロック・ブレーキ・システムの一部としてブレーキブースターが採用される例が増えてきている。外国車では2001年のBMW・R1150R Roadsterで電動ポンプを用いる油圧式ブレーキブースターが採用されたが、近年の日本車ではホンダ・CBR1000RRのように、ブレーキ操作力その物をブレーキ系統から切り離して電子制御するブレーキ・バイ・ワイヤに移行していく例も見受けられる。

## 欠点
かつて、4輪全てがドラムブレーキであった時代にはブレーキブースターは必ずしも必要とはされてはおらず、アメリカ車ではオプション装備としてディスクブレーキが設定され始めた1960年代後半より、ディスクブレーキ車の追加オプションとしてパワーブレーキ等の名称でブレーキブースターが設定され始めた。
今日でもブレーキブースターは多くの場合、いわゆる自己倍力作用あるいはセルフサーボ特性と呼ばれる性質を持たないディスクブレーキに組み合わせられる。それは言い換えればブレーキブースターの補助がないディスクブレーキでは、制動にあたって運転手の操作力のみでは十分な制動が行えない可能性がある事を意味している。真空式ブレーキブースターの場合、エンジンが始動していない時には一切の制動力補助が行えなくなる為、坂道の中途で停車し、パーキングブレーキを解除して重力で坂道を下り始めた車体を止める程度の制動であっても、エンジン始動時とは比較にならない程の強い操作力が要求される事となる。（しかし、レーシングカー等がなぜディスクブレーキを採用するかといえば、第一にはその高い制動力と放熱性だが、セルフサーボ特性を持たないこともその理由である。セルフサーボ特性を持つということは、言い換えれば入力の大きさに比例せず、制動力が急峻に立ち上がるということであり、結果としていわゆる「カックン」ブレーキとなりタイヤのロックが簡単に起こり得るので、コントロールできることが重要なレーシングカーではそれでは困るわけである。従ってセルフサーボ特性が無いことは必ずしも欠点ではない）
仮に走行中にブレーキブースターが破損・故障した場合や、高速道路などを高速走行中何らかの原因でエンストを起こした場合には制動補助能力が全て喪失する為、そのまま走行を続けるのは非常に危険である。走行中もしも制動補助能力に明らかな不足を感じ始めた場合には、直ちにその車両の運行を中止し、ブレーキフルード漏れなどの点検と共に、バキューム配管やブレーキブースター本体の点検修理も必要となる。走行中何らかの原因でエンストを起こした場合にはフットブレーキ系統のみに頼らず、可能な限り低速のギアに変速してクラッチを繋ぎ、エンジンブレーキを併用しながらブレーキ操作も行って減速・停止を行う事が望ましい。

## 参考資料
- 特許庁ホームページ【技術分類】24-4-2 自転車／サスペンション構成部材／その他 (PDF) [リンク切れ]
- 特許庁ホームページ【技術分類】14-1-3 自動車ブレーキ部品／初動装置／制動倍力装置 (PDF) [リンク切れ]